# Pierre-Adrien Charpy
 (octobre 2015).
Si vous disposez d'ouvrages ou d'articles de référence ou si vous connaissez des sites web de qualité traitant du thème abordé ici, merci de compléter l'article en donnant les références utiles à sa vérifiabilité et en les liant à la section « Notes et références ».
Pierre-Adrien Charpy est un compositeur français né en 1972. Il écrit pour des formations traditionnelles (voix, ensembles vocaux, ensembles de chambre, orchestre) ainsi que pour des instruments dits "anciens" et utilise volontiers l'électroacoustique et les outils issus de la révolution numérique.
Il s'est entouré au fil des ans d'une équipe artistique formée d'interprètes renommés (chanteurs et instrumentistes) ainsi que d'artistes issus d'autres domaines (danse, photographie, vidéo, gastronomie) avec laquelle il mène de nombreux projets.

## Quelques Œuvres
- Passacaille pour 2 clavecins 1998
- Le Jeu de la paume et du plat pour chœur a cappella 1999
- Libero me pour chœur mixte 2001
- In rosa primula pour 2 sopranos et orgue 2001
- Contes de la pluie et du soleil pour violoncelle et piano 2001 (commande du duo Leroy-Moubarak)
- Confitebor Pour 6 voix 2002
- Le premier rêve de Martin Luther King oratorio pour 2 solistes, chœur mixte, 4 saxophones et 4 percussions 2002 (commande du festival Colla Voce de Poitiers)
- Ce corps 3 mélodies pour soprano et guitare d'après Andrée Chedid 2003
- Le Chemin de lumière pour 6 voix de femmes 2003
- La Petite Sirène Musique d'accompagnement pour un CD d'après le conte d'Andersen, pour saxophones, clarinettes, violoncelle et flûte.
- Suite caféïnée 11 onomatopées pour piano 2004
- Le Soupir de la vache pour tubax (sax contrebasse) solo 2004
- Danse pour hautbois, alto et basson 2004
- À nos ancêtres, à nos enfants, 1re partie (en collaboration avec Moussa Hema) pour soprano, balafon, viole de gambe, clavecin et orgue 2004
- Fabulette, pour six voix de femmes, 2005
- Le tombeau de Théophile pour ténor, baryton, deux violons baroques, violoncelle baroque et clavecin 2005
- À nos ancêtres, à nos enfants, 2e partie (en collaboration avec Moussa Hema) pour soprano, balafon, viole de gambe, clavecin et orgue 2006
- Trois nocturnes en réponse à Roland de Lassus, pour 5 voix et 5 instruments de la renaissance 2006
- Onze couleurs de lune pour flûte, saxophone, clarinette et violoncelle 2006
- La Légende intérieure pour grand orchestre 2006-2007
- My soul's at liberty pour six voix sur des poèmes d'Emily Dickinson 2008 (commande de Mécénat Musical Société Générale pour les Solistes XXI)
- Vivante morte éblouie pour soprano et électronique sur un texte d'Albert Cohen 2012 (commande de Raphaële Kennedy)
- Brûlures pour orchestre de 33 musiciens amplifiés (commande de l'European Contemporary Orchestra)
- … cette totalité en ruine… pour trio de percussion 2014 (commande du HOP!trio)
- En lumière sauvage spectacle pour trois percussionnistes et deux danseurs avec la compagnie de danse Boutabou 2015